# Evangelische Kirche (Teveren)

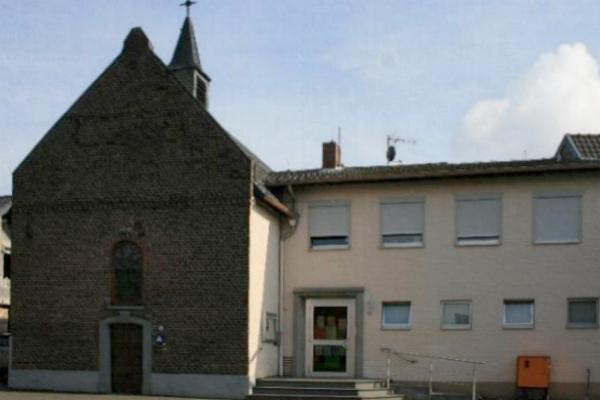
Evangelische Kirche

Die Evangelische Kirche hat ihren Standort im Ortsteil Teveren in der Stadt Geilenkirchen in Nordrhein-Westfalen. Sie steht als Baudenkmal unter Denkmalschutz und ist – neben der Evangelischen Kirche Hünshoven – eine von zwei Kirchen der Kirchengemeinde Geilenkirchen im Kirchenkreis Jülich der Evangelischen Kirche im Rheinland.

## Lage
Die saalartige Kirche steht am Welschendriesch 7 in Teveren. Neben der Kirche befinden sich Räumlichkeiten der Evangelischen Kirchengemeinde.

## Geschichte
Im Religionsvergleich von 1672 wurde den Reformierten die Religionsausübung in Teveren zugestanden, die schon 1661 hier ein Gebäude als Predigthaus gekauft hatten. Im Jahre 1686/87 entstand ein einfacher kleiner Kirchenbau. Mit der Erbauung einer Kirche in Hünshoven wurde auch das Pfarramt nach dort verlegt. 

## Architektur
Die Kirche ist ein kleiner rechteckiger Ziegelbau mit einem Satteldach und einem Dachreiter. Die Giebel sind mit einfachen Klötzchenfriesen abgesetzt. Die Jahreszahl 1686 wird in Eisenanker angezeigt. Die Eingangstür mit Stichbogen und Blausteinfassung, darüber ein Rundbogenfenster. Das Innere der Kapelle ist einfach und schmucklos. Im Dachreiter eine kleine Glocke (Christusglocke) aus dem Jahre 1985 von der Fa. Rincken in Sinn. 